# Ikeja
Ikeja – miasto w Nigerii, stolica stanu Lagos, wchodzi w skład metropolii Lagos. W 2006 roku liczyło 313 200 mieszkańców.